# Wilhelm Tells gåta
Wilhelm Tells gåta (franska: L'Énigme de Guillaume Tell) är en målning av den surrealistiske konstnären Salvador Dalí. Målningen utfördes 1933 och finns i dag på Moderna museet i Stockholm. Wilhelm Tell är en uppdiktad schweizisk nationalhjälte som stod i opposition med makten och som straff fick han uppgiften att skjuta en pil genom ett äpple som hade placerats på hans sons huvud.
Målningen har Vladimir Lenins ansikte samt mössa och en enorm skinka. Lenin identifieras med Wilhelm Tell. Bland surrealisterna i Paris tolkades Tell/Leninmotivet som en sinnebild för marxisten Andre Breton som styrde surrealistgruppen med järnhand, influerad av Sovjetunionens kommunistiska parti. Motivet var därför starkt provocerande och Breton iscensatte år 1934 en "rättegång" som ledde till att Dalí uteslöts ur surrealistgruppen.